# رينات بوزلر
رينات بوزلر (بالإنجليزية: Renate Boesler)‏ كما تُدعى نسبةً إلى بوزلر وفيما بعد إلى جانكيل زوجها، هي مجدفة متقاعدة من ألمانيا الشرقية فازت بميداليات في بطولة أوروبا بين عامي 1963 و1971، خلال ذلك الوقت أصبحت بطلة أوروبا أربع مرات في فئتين مختلفتين من القوارب.

## حياتها المهنية في التجديف
في بطولة التجديف الأوروبية لعام 1963 في موسكو فازت بميدالية فضية في حدث التجديف الرباعي مع فريق من Berliner TSC، في بطولة 1964 الأوروبية للتجديف في أمستردام فازت بميدالية ذهبية في نفس فئة القارب ولكن مع أعضاء مختلفين في الفريق باستثناء أنتجي ثيس هذه المرة جاء المجدفين من عدة أندية، نظرًا لأن تجديف النساء أصبح رسميًا جزءًا من بطولة التجديف الأوروبية في عام 1954، كانت هذه هي المرة الثانية فقط التي تفوز فيها ألمانيا الشرقية بفئة القوارب هذه (كانت المناسبة السابقة في عام 1960)، حيث ذهبت جميع الألقاب الأخرى إلى الاتحاد السوفيتي، بقي الفريق في نفس التكوين لموسم التجديف لعام 1965 وفي سباقات القوارب السنوية لدول الكتلة الشرقية، بقيت جميع فرق ألمانيا الشرقية بعيدة عن بطولة التجديف الأوروبية لعام 1965 التي أقيمت في دويسبورغ بألمانيا الغربية.
في بطولة التجديف الأوروبية لعام 1967 في فيشي تنافست بوزلر مع السيدات الثماني وفازت بميدالية فضية. في عام 1968 في بطولة التجديف الأوروبية في برلين الشرقية فازت بوزلر بميدالية ذهبية مع السيدات الثماني، في بطولة التجديف الأوروبية لعام 1969 في كلاغنفورت تنافست سيدات ألمانيا الشرقية الثماني على النجاح واحتفظن بلقب بطولة أوروبا، أقيمت بطولة التجديف الأوروبية 1970 في تاتا في المجر وأصبحت ثماني سيدات من ألمانيا الشرقية بطلة أوروبية للسنة الثالثة على التوالي، في بطولة التجديف الأوروبية لعام 1971 في كوبنهاغن كانت بوزلر مرة أخرى جزءًا من ثماني سيدات، وقد فاز الفريق هذه المرة بميدالية فضية، تقاعدت بعد موسم التجديف عام 1972 وتم الاحتفال بها إلى جانب المجدفين الدوليين الآخرين في مايو 1973.

## أسرتها
بوزلر هي عمة الأختين بترا ومارتينا بوزلر، وقد فازا الأختان بميداليات التجديف الأولمبية. في وقت ما بين أغسطس 1971 ومايو 1973، تزوجت رينات بوزلر من زميلها في التجديف الدولي فولفجانج جانكيل.

## روابط خارجية
- رينات بوزلر على موقع الاتحاد الدولي للتجديف (الإنجليزية)